# Bombycilaena erecta
Bombycilaena erecta es una especie de plantas con flores de la familia de las asteráceas. 

## Descripción
Son hierbas anuales, con tallos de hasta 13 cm de altura, erectos, simples o ramificados y con ramas ascendentes o decumbentes. Las hojas de 3-12 x 1,2-3,5 mm oblongo-lanceoladas. Glomérulos de 3-7 mm de diámetro, generalmente axilares, con (1) 2-3 (-4) capítulos a menudo sobrepasados por las hojas involucrantes, grisáceo-tomentosos. Brácteas involucrales internas, en número de 5-6, de 1,5-2,5 mm. Flores hermafroditas en número de 2-3. Florece de abril a julio.

## Distribución y hábitat
Se encuentra sobre suelos margosos yesosos, en sur  de Europa. zonas meridionales del centro de Europa, Norte de África y suroeste de Asia.
La especie crece en pastizales soleados, más o menos pedregosos. Se desarrolla en suelos pobres, de tipos margosos, calizos o yesíferos.

## Taxonomía
Bombycilaena erecta fue descrita por  (Carlos Linneo) Smoljan.   y publicado en Bot. Mater. Gerb. Bot. Inst. Komarova Akad. Nauk S.S.S.R. 17: 450. 1955
Sinonimia
- Filago leontopodioides E.H.L.Krause
- Filago multicaulis Lam.
- Gnaphalodes erecta Moench
- Micropus erectus L.[4]

## Nombres comunes
- Castellano: algodoncicos, borra de pastor, lanudita, lino de pastora.[5]